# Kirkebygden
Kirkebygden este o localitate din comuna Våler, provincia Østfold, Norvegia, cu o suprafață de 0,79 km² și o populație de 1.178 locuitori (2013).